# Javaanse briltimalia
De Javaanse briltimalia (Pteruthius aenobarbus) is een zangvogel uit de familie Vireonidae (vireo's). De vogel werd in 1836 door  Coenraad Jacob Temminck geldig als Allotrius aenobarbus beschreven.

## Verspreiding en leefgebied
Deze soort is endemisch op het Indonesische eiland Java. De leefgebieden liggen in tropisch en subtropisch natuurlijk bos op hoogten tussen 500 en 3000 meter boven zeeniveau.